# Антошкин, Николай Тимофеевич
Никола́й Тимофе́евич Анто́шкин (19 декабря 1942, Кузьминовка, Башкирская АССР — 17 января 2021, Москва) — советский и российский военный и политический деятель. Генерал-полковник авиации (1994), военный лётчик 1-го класса, Заслуженный военный лётчик Российской Федерации (1993). Ликвидатор аварии на Чернобыльской АЭС, Герой Советского Союза (1986). Депутат Государственной Думы VI и VII созывов, член фракции «Единая Россия».

## Биография
Родился 19 декабря 1942 года в мордовской деревне Кузьминовка Фёдоровского района Башкирской АССР в крестьянской семье.
Окончил среднюю школу № 10 г. Кумертау в 1960 году. Работал на ТЭЦ в городе Кумертау разнорабочим и инструктором физкультуры и спорта.
В 1961 году поступил в Оренбургское высшее военное авиационное Краснознамённое училище лётчиков, которое окончил в 1965 году. Проходил службу в Белорусском военном округе на должностях лётчика, старшего лётчика, командира звена. Служил в разведывательном полку.
Принимал участие в авиационном обеспечении войск, задействованных в событиях 1968 года в Чехословакии. В 1969 году принимал участие в конфликте на советско-китайской границе.
В 1970 году направлен в Военно-воздушную академию имени Ю. А. Гагарина, которую окончил с отличием в 1973 году. В звании майора назначен командиром эскадрильи в Одесском военном округе. После окончания восьмимесячных Центральных офицерских курсов по специальности «командир полка», назначен заместителем командира полка по лётной подготовке.
В 1975 году получил досрочное звание подполковника и назначен командиром новоформируемого авиационного полка в Кашкадарьинской области Узбекской ССР. В 1976 году впервые в мире провёл синхронную с космическим кораблём («Союз-21», космонавты Б. В. Волынов и В. М. Жолобов) съёмку земной поверхности в районе космодрома Байконур.
В июле 1979 года переведён на должность командира полка в Группе советских войск в Германии. Окончил двухмесячные Академические курсы при Военно-воздушной академии имени Ю. А. Гагарина по специальности «начальник штаба авиационного соединения», получил звание полковника. С мая 1980 года по август 1981 года на должности командующего авиацией — заместителя командующего 20-й гвардейской армией.
В 1981 году поступил в Военную академию Генерального штаба Вооружённых сил СССР имени К. Е. Ворошилова, которую окончил в 1983 году.
В 1983 году назначен на должность командующего авиацией — заместителя командующего Центральной группой войск (ЧССР). С 1985 года — начальник штаба ВВС Киевского военного округа.
29 апреля 1985 года получил звание генерал-майор авиации.
Участвовал в ликвидации последствий аварии на Чернобыльской АЭС (1986), в первые десять суток непосредственно руководил действиями личного состава по закрытию реактора. Лично совершал облёты реактора, получив при этом большую дозу облучения. В конце апреля 1986 года выполнял задание по засыпке с вертолётов грузов в повреждённый реактор, разработал и внедрил новые способы их крепления, обеспечив непрерывный «конвейер» вертолётов с засыпкой. Лично провёл в воздухе десятки часов в зоне АЭС.
Указом Президиума Верховного Совета СССР от 24 декабря 1986 года «за личный вклад в успешное проведение работ по ликвидации аварии на Чернобыльской атомной электростанции, устранение её последствий и проявленные при этом мужество и героизм», генерал-майору авиации Антошкину Николаю Тимофеевичу присвоено звание Героя Советского Союза с вручением ордена Ленина и медали «Золотая Звезда» (№ 11552).
В августе 1988 года назначен на должность командующего ВВС Среднеазиатского военного округа. Обеспечивал запуски-посадки пилотируемых космических кораблей, а также космического корабля многоразового использования «Буран» и эвакуацию космонавтов из районов приземления.
С ноября 1989 года по ноябрь 1993 года — командующий ВВС Московского военного округа, генерал-лейтенант авиации (25.04.1990). В декабре 1993 — марте 1997 — командующий фронтовой авиацией ВВС России.
10 июня 1994 года присвоено воинское звание генерал-полковника. В ноябре 1997 назначен на должность заместителя главнокомандующего ВВС России по боевой подготовке — начальника Управления боевой подготовки ВВС. В ноябре 1998 году досрочно уволился в запас.
Занимался изучением феномена НЛО.
В декабре 1999 года баллотировался в депутаты Государственной Думы Федерального Собрания Российской Федерации от Партии мира и единства.

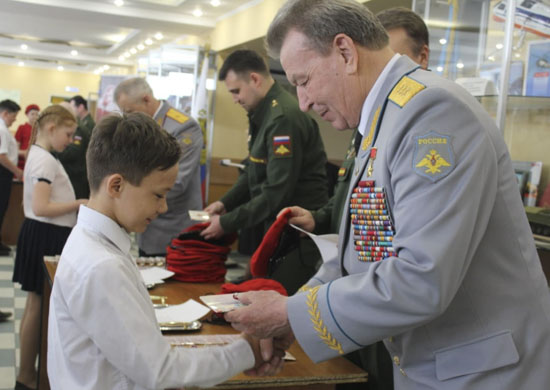
Николай Антошкин принимает в ряды Юнармии. Республика Башкортостан, 2019 год

Член Центрального координационного совета сторонников партии «Единая Россия». 4 декабря 2011 года был двадцать пятым в избирательном списке кандидатов в депутаты Госдумы РФ VI созыва по Московской региональной группе. 26 ноября 2014 года после одобрения на Генсовете партии Единая Россия ЦИК РФ передала вакантный мандат (после кончины Людмилы Швецовой) Николаю Антошкину.
18 сентября 2016 года был избран депутатом Государственной думы Российской Федерации VII созыва по федеральному списку от партии «Единая Россия» (№ 8 в региональной группе № 35, город Москва). В течение исполнения полномочий депутата Государственной Думы, с 2014 по 2019 год, выступил соавтором 44 законодательных инициатив и поправок к проектам федеральных законов.
За период прохождения воинской службы летал более чем на 40 типах летательных аппаратов (самолётов и вертолётов).
Скончался 17 января 2021 года в московской больнице на 79-м году жизни. Похоронен 20 января на Федеральном военном мемориальном кладбище в Мытищах. В июне 2023 года на месте захоронения торжественно открыт памятник.

## Участие в общественных структурах
Возглавлял Клуб Героев Советского Союза, Героев Российской Федерации и полных кавалеров ордена Славы города Москвы и Московской области.
Академик Международной академии наук Сан-Марино (1996), профессор Международной академии наук Сан-Марино (1996).

## Семья
Был женат, имел двоих детей.

## Награды и звания
- Герой Советского Союза (24 декабря 1986)
- Орден «За заслуги перед Отечеством» III степени (19 октября 2013)[12]
- Орден «За заслуги перед Отечеством» IV степени с мечами (28 августа 1995)
- Орден Ленина (24 декабря 1986)
- Орден «За службу Родине в Вооружённых Силах СССР» II степени (28 ноября 1991)
- Орден «За службу Родине в Вооружённых Силах СССР» III степени (22 февраля 1977)
- Медаль «За отличие в охране государственной границы СССР»
- Медаль «20 лет Победы в Великой Отечественной войне» (1965)
- Медаль «Ветеран Вооружённых Сил СССР» (1987)
- Медаль «50 лет Вооружённых Сил СССР» (1968)
- Медаль «60 лет Вооружённых Сил СССР» (1978)
- Медаль «70 лет Вооружённых Сил СССР» (1988)
- Медаль «За безупречную службу» I степени (1982)
- Медаль «За безупречную службу» II степени (1977)
- Медаль «За безупречную службу» III степени (1971)
- Медаль «За укрепление боевого содружества» (1988)
- Медаль «За укрепление боевого содружества»
- Медаль «В память 1500-летия Киева»
- Медаль Жукова
- Медаль «50 лет Победы в Великой Отечественной войне» (1995)
- Медаль «300 лет Российскому флоту» (1996)
- Медаль «В память 850-летия Москвы» (1997)
- Медаль «200 лет Министерству обороны»
- Медаль «Защитнику свободной России»
- Медаль «За службу в Военно-воздушных силах»
- Орден Леона (Абхазия)
- Медаль «За укрепление братства по оружию» 2-й степени (ЧССР, 1984)
- Медаль «Воину-интернационалисту от благодарного Афганского народа» (Афганистан, 1988)
- Орден Святого князя Даниила Московского II и III степени (РПЦ)
- Орден Святого Великого князя Дмитрия Донского III степени (РПЦ)
- Заслуженный военный лётчик Российской Федерации (22 февраля 1993)
- Почётный гражданин города Кумертау (6 мая 1996)
- Почётный гражданин Республики Мордовия (январь 1998)
- Премия Правительства Российской Федерации за значительный вклад в развитие Военно-воздушных сил (17 декабря 2012 года) — за высокие достижения в исследованиях, имеющих для Военно-воздушных сил важное теоретическое и практическое значение и используемых при организации и проведении оперативной и боевой подготовки в Военно-воздушных силах[13].

## Память
- Именем Н. Т. Антошкина названы школа в селе Кузьминовка, школа и улица в городе Кумертау
- На доме в Москве по улице Достоевского, где жил Антошкин, в декабре 2023 года установлена мемориальная бронзовая доска с его барельефом[14]